# Kings of Metal
Kings of Metal (englisch für „Könige des Metals“) ist das sechste Studioalbum der US-amerikanischen True-Metal-Band Manowar und wurde am 18. November 1988 veröffentlicht.

## Hintergrund
Im Veröffentlichungsjahr wurde „exklusiv für die deutschen Fans“ mit dem Titel Herz aus Stahl eine deutsche Übersetzung des Titels Heart of Steel als Single veröffentlicht. Eine CD-Version dieses Liedes wurde 1994 auf der Maxi-CD Metal Warriors veröffentlicht, auf der neben dem Titeltrack und Herz aus Stahl auch eine Live-Version von Fighting the World enthalten war.
Das Stück The Crown and the Ring (Lament of the Kings) wurde in der St. Paul’s Church in Birmingham zusammen mit dem Canoldir-Männerchor aufgenommen. Das besondere daran ist, dass die für Heavy Metal typischen Instrumente wie Gitarre, Bass oder Schlagzeug nicht vorhanden sind und das Lied hauptsächlich vom abwechselnden Gesang von Chor und Eric Adams (mit einer leichten Orgelbegleitung) getragen wird. Dieses Lied wird seitdem am Ende eines jeden Manowar-Konzertes als Outro von CD gespielt.
The Warriors Prayer ist kein Lied im musikalischen Sinne, sondern die Geschichte einer großen Schlacht, welche der Großvater seinem Enkel erzählt (ähnlich einem Hörspiel). Der Großvater wird dabei von Arthur Pendragon Wilshire und der Enkel von Grant Williams gesprochen. Das Ende mündet direkt in das Lied Blood of the Kings.
Dieses Album war das letzte, an dem Ross „The Boss“ Friedman beteiligt war. Er verließ die Band wegen musikalischer Differenzen in aller Freundschaft. Über die Gründe sagte Friedman in einem Interview 2008, ihn habe der Text zu Pleasure Slave enorm aufgebracht, wodurch er das Interesse an der Band verloren hatte. Ferner beklagte er das Fehlen einer „echte[n] Partnerschaft“ in der Band. Als Ersatz wurde David Shankle gefunden, welcher auch die folgende Tour bestritt.

## Titelliste
1. Wheels of Fire – 4:11
2. Kings of Metal – 3:43
3. Heart of Steel – 5:10
4. Sting of the Bumblebee – 2:45 [Instrumental]
5. The Crown and the Ring (Lament of the Kings) – 4:46
6. Kingdom Come – 3:55
7. Pleasure Slave – 5:37
8. Hail and Kill – 5:54
9. The Warriors Prayer – 4:20
10. Blood of the Kings – 7:30

Der CD-Version wurde im europäischen und amerikanischem Raum das Lied Pleasure Slave (5:37) an siebter Position beigefügt. Das Lied erschien nicht auf LP oder MC.
Alle Titel wurden von Joey DeMaio geschrieben, außer Kings of Metal und Hail and Kill von DeMaio und Ross the Boss. Das Lied Sting of the Bumblebee ist eine Interpretation von Rimski-Korsakows Der Hummelflug, die DeMaio auf dem E-Bass spielt. Das Stück gilt nicht zuletzt auf Grund seiner hohen Schnelligkeit als anspruchsvoll.
Die Abbildungen auf dem Cover wurden von Ken Kelly geschaffen, der seit dem Album Fighting the World für die Illustrationen zuständig ist. Der Bildaufbau des Plattencovers wurde für das Titelbild des Spiels Turrican nahezu 1:1 übernommen. Lediglich Farbe und Waffen des Kriegers wurden an das Science-Fiction-Konzept des Spieles angepasst.

## Erfolg
Das Album stieg in Deutschland auf Position 37 in die Charts ein. Manowar erhielten für das Album 1995 ihre zweite Goldene Schallplatte für mehr als 250.000 verkaufte Exemplare in Deutschland. Der Vorgänger Fighting the World wurde 1994 ausgezeichnet.

## Bekannte Coverversionen
- Die deutsche Fun-Metal-Band J.B.O. hat 1998 auf dem Album Meister der Musik das Stück The Warriors Prayer parodiert. Bei J.B.O. hieß es dann Eine schöne Geschichte und leitet nahtlos in das Lied Verteidiger des Blödsinns über, das zudem das Intro von Blood of the Kings persifliert. Auf Head Bang Boing hat J.B.O. auch noch eine „Schlumpf-Version“ des Liedes Pleasure Slave aufgenommen, in dem sie „Woman be my Schlumpf“ singen.
- Die finnische Power-Metal-Band Thunderstone hat auf ihrem 2004 erschienenen Studioalbum The Burning das Lied Heart of Steel gecovert.
- Das Titellied Kings of Metal erschien in mehreren Cover-Versionen: 1999 auf dem Album Launched der Band Beatsteaks, 2007 auf der zweiten CD zum Album Back in Blood der Death-Metal-Band Debauchery, sowie 2008 auf dem Album Hero der A-cappella-Metal-Band Van Canto.
- Die schwedische Power-Metal-Band Sabaton hat 2021 Kingdom Come als Single neu veröffentlicht.